# Joshua A. Norton

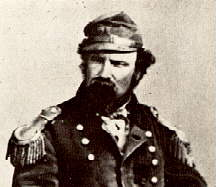
Norton I, Hoàng đế Hoa Kỳ

Joshua Abraham Norton (tự xưng là Hoàng đế Norton I; khoảng 1815 – 8 tháng 1 năm 1880) là người dân nổi tiếng của San Francisco, đã tuyên bố vào năm 1859 rằng ông là "Hoàng đế Hoa Kỳ" và về sau là "Quan nhiếp chính México" năm 1859. Được sinh ở Luân Đôn (Anh), Norton qua phần lớn tuổi trẻ ở Cộng hòa Nam Phi; ông di cư qua San Francisco năm 1849 sau khi nhận $40.000 từ di sản của bố. Norton mới đầu kiếm sống làm nhà kinh doanh, nhưng ông mất cả tiền khi đầu tư vào lúa Peru.
Sau khi thua vụ kiện được Norton mở để làm cho hợp đồng lúa mất hiệu lực, Norton bỏ San Francisco. Ông trở lại vài năm sau với diện mạo kỳ cục và hình như là điên, tự xưng là hoàng đế Hoa Kỳ. Tuy không có một quyền lực chính trị nào và chỉ ảnh hưởng trong phạm vi những người xung quanh, ông rất được tôn kính tại San Francisco, và những tiệm mà ông hay tới cũng nhận tiền có tên ông. Norton gửi thư cho Nữ hoàng Victoria, và ông được người dân địa phương cũng như các bài báo đăng tin cái chết của ông gọi là Tâu Hoàng đế.
Tuy bị coi là người điên, hoặc ít nhất là người rất lập dị, dân San Francisco ca ngợi sự hiện diện, tính hài hước, và những kỳ công của ông – một trong những kỳ công nổi tiếng nhất là "lệnh" đòi giải tán bằng vũ lực đối với Quốc hội Hoa Kỳ (Quốc hội và Quân đội Hoa Kỳ bỏ qua lệnh này), và cũng nổi tiếng về nhiều sắc lệnh (có người cho là tiên tri) kêu gọi đòi xây cầu băng qua và đường hầm dưới vịnh San Francisco. Ngày 8 tháng 1 năm 1880, Norton ngã tại gốc đường và chết trước khi cứu thương có thể tới ông. Ngày sau, gần 30.000 người ra đường San Francisco để tôn kính Norton. Norton sống mãi do những nhà văn như Mark Twain và Robert Louis Stevenson; chẳng hạn Mark Twain cũng từng ở San Francisco trong thời Hoàng đế Norton, và nhân vật Vua trong Những cuộc phiêu lưu của Huckleberry Finn được cho là phỏng theo Norton. Tháng 12 năm 2004, chính quyền San Francisco thông qua một nghị quyết để đặt tên Cầu San Francisco-Vịnh Oakland theo Norton, nhưng ý niệm này không được tiến hành tiếp.